# Watnik
Watnik (russisch) oder Watnyk (nach der Umschrift aus dem Ukrainischen; kyrillisch jeweils: ватник) ist ein pejorativer Begriff, der in Russland und anderen postsowjetischen Staaten verwendet wird, um einen standhaften Anhänger der Propaganda der russischen Regierung zu beschreiben.

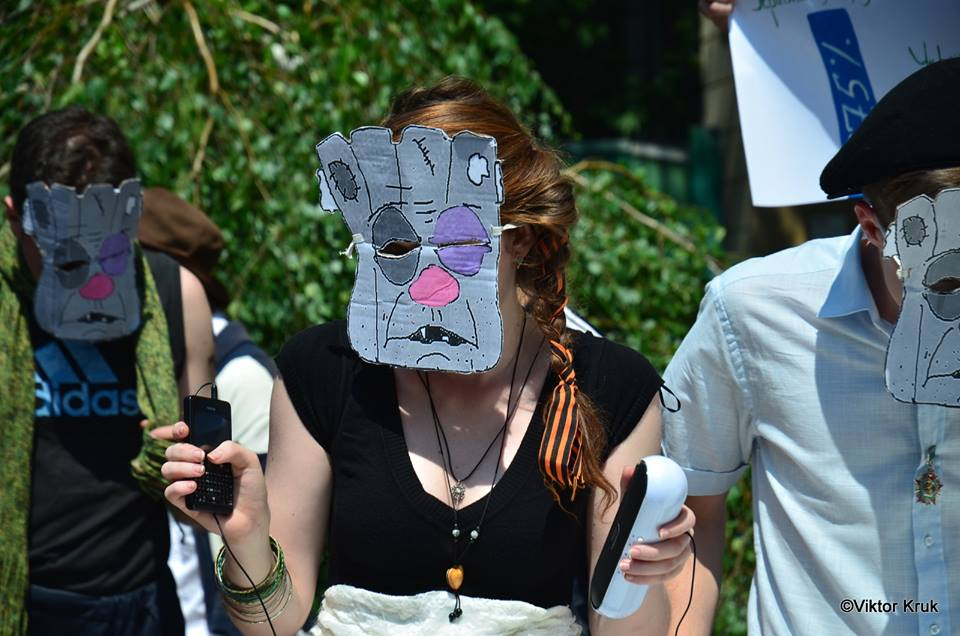
Aktivisten in der Ukraine verwenden das Bild von „Watnik“ bei der Aktion der „Boykott russischer Filme“-Kampagne

Der Begriff geht auf ein Internet-Meme zurück, das zunächst von Anton Tschadskij auf VKontakte verbreitet und später in Russland, der Ukraine und anderen postsowjetischen Staaten verwendet wurde. Es zeigt eine Cartoon-Figur mit Wattejacke (ва́та, russische Aussprache: [ˈvatə]) und blauem Auge. Watnik wird als Schmähwort für verblendete, begriffsstutzige Hurrapatrioten verwendet, die unreflektiert die Propaganda der russischen Staatsmedien und Internettrolle nachplappern.
„Kurz gesagt steht der Watnik für einen bestimmten archetypischen Russen, der aus Angst, Hass gegenüber anderen oder meist einer Kombination aus beidem bedingungslos das Regime unterstützt.“

## Internet-Meme
Das Meme wurde von dem russischen Künstler Anton Tschadskij unter dem Pseudonym Jedem das Seine geschaffen. Das dazugehörige Bild einer anthropomorphen, quadratischen Steppjacke, die der Titelfigur von SpongeBob Schwammkopf ähnelt, wurde erstmals am 9. September 2011 auf VKontakte gepostet. Im Jahr 2012 wurde das Meme im Internet sehr populär. Tschadskij gründete die Gruppe für die Figur auf VK namens RASHKA – THE SQUARE VATNIK. Rashka ist ein abwertender Spitzname für Russland, abgeleitet von der englischen Aussprache des Landesnamens mit dem angehängten russischen Diminutivsuffix -k.
Die ursprüngliche Zeichnung von Tschadskij wurde mehrfach reproduziert und verändert. Merkmale, die immer wieder enthalten sind, sind graue Farbe, eine rote Nase (vom Wodkatrinken) und ein blaues Auge (vermutlich von einer Schlägerei mit einem anderen Watnik). Das Meme verbreitete sich online nach der russischen Besetzung der Krim von 2014 lauffeuerartig.
Anfang 2015 berichtete Anton Tschadskij, dass er im November 2014 Russland verlassen musste, weil er politische Verfolgung durch die Regierung befürchtete. Er lebte zu diesem Zeitpunkt in Kiew und plante, nach Berlin zu ziehen.

## Beispiele für die gesellschaftliche Verbreitung
- Herbst 2014 – Podrobnosti (Inter TV-Kanal) begann in Zusammenarbeit mit Irena Karpa mit der Produktion einer Zeichentrickserie; mehrere Episoden widmeten sich dem Phänomen „Watnik“.[13][14][15][16][17]
- Orest Ljutij schrieb ein Lied über Vatniks, als Remake des berühmten russischen Liedes „Landyschi“ (Ландыши). In diesem Lied bezeichnete er Wladimir Putin als einen chuilo.[18]
- Wir werden die russischen Vata nicht in unsere Häuser lassen[19] – der Name der ukrainischen „Boykott russischer Filme“-Kampagne;[20]
- Der stolze Name „Watnik“[21] – eines der Themen beim Wettbewerb für Aufsätze und wissenschaftliche Arbeiten an der Altai State Pedagogical University, der dem 70. Jahrestag des Sieges der Sowjetunion im Deutsch-Sowjetischen Krieg (Zweiter Weltkrieg) gewidmet war.[22]
- Ende 2014 wurde in der Ukraine die Comedy-Fernsehsendung VATA TV (Original: ВАТА TV) ausgestrahlt. Sie war dem Phänomen „Vata“ gewidmet. Sie wurde von dem beliebten 5 Kanal-Moderator Wiktor Lytowtschenko moderiert. Er hatte während der Sendungen hauptsächlich Surschyk gesprochen.[23][24]
- Während der Neujahrsfeier 2015 veranstaltete der Autor des Memes Anton Tschadskij eine humorvolle Aktion – die Auszeichnung „Watnik des Jahres“. Diese Aktion war im russischen Internet umstritten.[25]